# Tasjtykcultuur

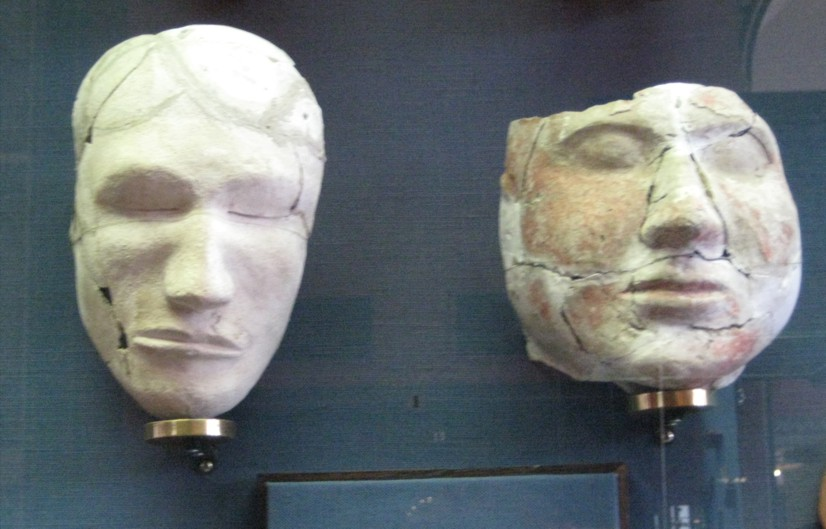
Dodenmaskers

De Tasjtykcultuur (Russisch: Таштыкская культура, Tasjtykskaja koeltoera, naar de Tasjtyk-rivier) was een ijzertijdcultuur in de Jenisejvallei in Siberië van de eerste tot de vierde eeuw AD. Ze was gelegen in de Minoesinskdepressie, de omgeving van het huidige Krasnojarsk en het oostelijk deel van de Oblast Kemerovo. Ze werd voorafgegaan door de Tagarcultuur en Tescultuur, en wordt beschouwd als de oorsprong van de Jenisej-Kirgiezen.

## Cultuur
Tasjtyk nederzettingen en heuvelforten zijn opgegraven in de regio Jenisej, met name in de dalen van het Sajan-gebergte. Hun meest imposante monumenten waren immense koergans, welke grote hoeveelheden keramische en metalen vaten en ornamenten hebben opgeleverd. Ook zijn talrijke rotstekeningen gevonden.
Tijdens opgravingen van de begraafplaats Oglachty ten zuiden van Minoesinsk werden een aantal mummies met rijk versierde gipsen dodenmaskers met West-Euraziatisch uiterlijk ontdekt, hoewel dit een Oost-Aziatisch element niet uit sluit. Er waren ook goed bewaarde bontmutsen, zijden kleding en schoenen (nu in de Hermitage, Sint-Petersburg).
Sommige van de graven bevatten lederen modellen van menselijke lichamen, kleurig beschilderd en met hun hoofd gewikkeld in doeken. Binnen de modellen waren kleine lederen zakjes, waarschijnlijk de maag symboliserend, gevuld met verbrande menselijke botten. Verkleinde replica's van zwaarden, pijlen en pijlkokers waren erbij geplaatst.

## Periodes
De Tasjtykcultuur kan verdeeld worden in twee periodes, die zich onderscheiden in de grafgebruiken.

### Bateni
In de vroege Bateniperiode werden de doden begraven in ondiepe graven. Twee tot vier overledenen lagen in een gestrekte rugligging in een houten grafkamer waarvan de vloer met berkenbast bedekt was. Veel van de doden werden gemummificeerd, waarna hun gezicht werd bedekt met een dodenmasker gemaakt van klei, deels versierd met veelkleurige cirkels en spiralen. Af en toe werden de doden gecremeerd en in dergelijke gevallen werden ze bijgezet in poppen met een gezicht van klei. In veel gevallen zijn kleren en haar bewaard gebleven. Hieruit blijkt dat mannen en vrouwen vlechten bezaten, terwijl de vrouwen ook hoge, cilindervormige kappen droegen. Met bont gevoerde jassen en mantels werden gevonden.
Het aardewerk van de Bateniperiode was gelijk aan dat van de voorafgaande Tescultuur. Er zijn potten en pannen met ingebogen bovendeel en holle kegelvormige voet, bolvormige vaten met cilindrische hals en keramische imitaties van bronzen ketels. De decoratie bestaat uit plastisch aangebrachte banden en spiralen, en uit ingeritste arceringen, cirkels en driehoeken.

### Tepsej
In de 3e eeuw werden de vlakke graven verdrongen door koergans. Deze waren ovaal of rechthoekig tot vierkant en vormden kleine groepen die zich vaak in de buurt van de oudere grafvelden bevonden. In tegenstelling tot de voorafgaande Tagarcultuur bevonden zich de grafkamers, die uit balken constructies bestonden, niet in kuilen maar op de begane grond. De graven werden meerdere malen gebruikt, in sommige gevallen voor meer dan honderd doden. Een aantal graven bezat ook zijingangen. Kinderen werden niet in de koergans begraven, maar in vlakke graven. Bij de begraafplaatsen stonden stenen of houten pilaren, waar dieren en vermoedelijk ook mensen werden geofferd.
Naast de reeds uit de Bateniperiode bekende keramische types vindt men in de Tepsejfase ook brede potten met korte cilindrische nek. De versieringen bestonden nu uit strips, inritsingen, indrukken, kerven en bultjes gerangschikt in complexe patronen. In het bijzonder typerend zijn bronzen gordeldelen en gespen. Opmerkelijk zijn enige beenderen platen met snijwerk van jachttaferelen en gevechten tussen krijgers.
In tegenstelling tot de begraafplaatsen zijn de nederzettingen van de Tasjtykcultuur nog slecht onderzocht. Opgravingen tonen hoekpalen van gelijkvloerse huizen en kuilwoningen, werkplaatsen voor ijzerbewerking en pottenbakkersovens aan het licht. Door beendervondsten kan de teelt van rundvee, paarden, schapen en geiten, zowel als jacht en visserij worden aangetoond. Graanresten maken ook landbouw waarschijnlijk.

## DNA
Uit gewonnen mitochondriaal DNA van vijf vrouwelijke overblijfselen bleek dat vier ervan de westerse Euraziatische HV, H, N9A, en T1 haplogroepen bezaten, terwijl de andere de Oost-Aziatische haplogroep C bezat. Uit een mannelijk lichaam werd de West-Euraziatische mannelijke haplogroep R1a1a geëxtraheerd. Dezelfde haplogroep werd gevonden bij de resten van de voorafgaande Tagarcultuur. De studie stelde vast dat de meerderheid van de individuen licht haar en blauwe of groene ogen had.